# Saint-Germain (Montjovet)
Saint-Germain (pron. fr. AFI: [sɛ̃ ʒɛʁmɛ̃]) è una frazione del comune di Montjovet in Valle d'Aosta.
La parrocchia di Saint-Germain comprende le seguenti frazioni di Montjovet: Le Balmas, Champériou, Chenal, Ciséran, Estaod, Laval, Perral, Le Provaney e Ruelle.

## Storia
Saint-Germain fungeva da tappa obbligata per i viandanti (mercanti, ma anche pellegrini lungo la Via Francigena) ed è stata pertanto storicamente ricco di ospizi.
Conobbe il suo splendore nel medioevo, quando ebbe i propri feudatari, per poi passare agli Challant, allorché le gabelle facevano la fortuna delle signorie locali, la cui potenza era materializzata dai castelli di Chenal e di Saint-Germain.